# Epitola mirifica
Epitola mirifica är en fjärilsart som beskrevs av Jackson 1964. Epitola mirifica ingår i släktet Epitola och familjen juvelvingar. Inga underarter finns listade i Catalogue of Life.